# توئینزبرگ هایتس (اوهایو)
توئینزبرگ هایتس (به انگلیسی: Twinsburg Heights) یک منطقهٔ مسکونی در ایالات متحده آمریکا است که در اوهایو واقع شده‌است. توئینزبرگ هایتس ۹۲۵ نفر جمعیت دارد.